# Gabriel Lekegian

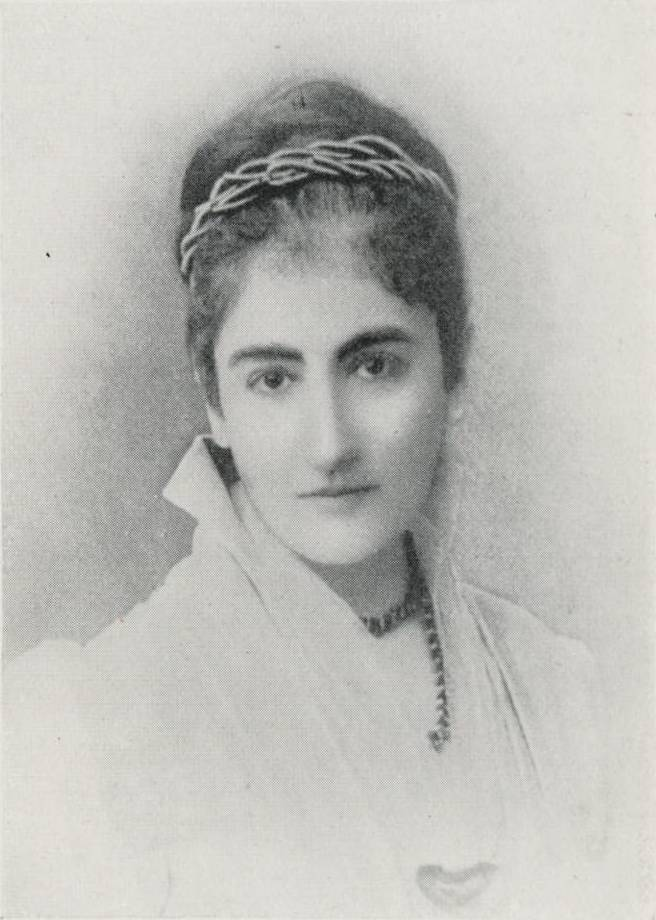
Princezna Zeynep Nazlı Fazıl, 1906

Gabriel Lekegian (někdy jako G. Lekegian 1853–1920) byl arménský fotograf, působící v Egyptě a na Středním východě v letech 1870 až 1890 a zaměřoval se na portrétní fotografii v ateliéru, fotografie krajin a městských vedut, ze kterých vyráběl pohlednice. O jeho životě je toho známo jen málo, ale zanechal za sebou důležité dílo několika stovek fotografií z konce 19. století v tomto regionu. Zařadil se významným způsobem mezi kolegy své doby jako byli například Pascal Sébah nebo bratři Zangakiové.

## Životopis
Kolem roku 1880 Lekegian sídlil v Konstantinopoli a byl studentem italského emigranta a umělce Salvatora Valeriho (který se později oženil s Lekegianovou sestrou Marií). Lekegian nejprve maloval akvarely a vytvořil řadu figurativních a žánrových studií v precizním detailním stylu svého učitele, který se vyznačoval orientalistickými tendencemi vypůjčenými od Valeriho a Jean-Léona Gérômeho.
Po svém přestěhování do Káhiry se učil v jednom z arménských nebo řeckých fotografických ateliérů. Asi kolem roku 1887 po rychlém založení ateliéru naproti hotelu Shepherd's Hotel v srdci evropské káhirské čtvrti se Lekegian vypracoval jako „umělecký“ fotograf. Sám sebe a svou práci označoval za esteticky lepší, než měli jeho (hlavně) francouzští nebo řečtí konkurenti. Produkoval série inscenovaných žánrových portrétních fotografií, které ručně koloroval.
Lekegian se stal oblíbeným fotografem egyptské královské rodiny, z nichž mnozí, například princezna Zeynep Nazlı Fazıl (Nazli), si nechali pořídit své portréty ve studiu. Poté, co byl zaměstnán jako oficiální fotograf egyptské britské armády, Lekegianovo podnikání skutečně prosperovalo. To vedlo k mnoha provizím za ilustraci knih a jedinečným způsobem poskytoval tehdejším i budoucím generacím „reportážní“ záběry rozsáhlých stavebních operací vlády v regionu. Jeho práce se podobala každému velkému fotografickému studiu na konci devatenáctého století. Organizované skupinové zájezdy byly v té době novým fenoménem. Pyramidy a tisíce let staré chrámové památky podél Nilu byly lákadly pro návštěvníky ze zahraničí. Mezinárodní cestovní ruch zajistil fotografům trhu. Lekegian se specializoval na výjevy z každodenního života Egypťanů, architektonické fotografie faraónských a islámských památek, před které komponoval postavy malých dětí, aby ukázal divák viděl srovnání a byla poznat skutečná velikost staveb.
Počátkem 20. let se Lekegianovo studio soustředilo hlavně na portréty a produkci pohlednicových kompilací z vlastních starých negativů. Je pravděpodobné, že ukončil podnikání a brzy poté odešel do důchodu.

## Sbírky
Lekegianova díla jsou součástí stálé sbírky Victoria and Albert Museum v Londýně. Autorovy fotografie byly několikrát nabízeny v aukci. Jejich ceny se pohybovaly od 49 do 6 531 dolarů. Za rekordní cenu se prodala fotografie Porteuse d’eau à Constantinople v Damien Leclere v roce 2016.
Jsou známá tato používaná jména na snímcích: Photogr.[aphie] Art.[istique] G. Lekegian & Co., Lékégian & Co., G. Lékégian, G. Lekegian, G. Likigian nebo G. Legekian.

## Galerie

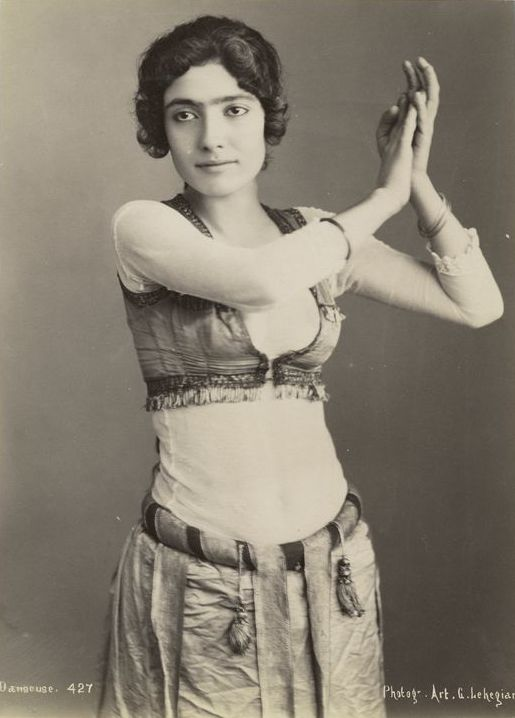
Tanečnice, pohlednice
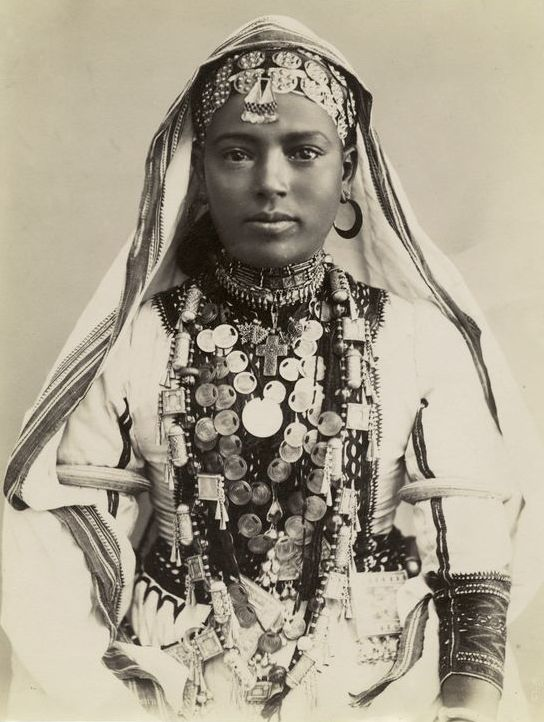
Dívka ve slavnostních šatech
Tuto fotografii zakoupila Wilhelmina von Hallwyl v Káhiře během svého pobytu ve městě spolu se svým manželem, Waltherem von Hallwylem, její dcerou a zetěm Irmou, Wilhelmem von Geijerem a slečnou Idou Uhseovou na konci roku 1900 během jejich cesty Egyptem a Súdánem
Suvenýr Wilhelminy von Hallwyl
Suvenýr Wilhelminy von Hallwyl
Suvenýr Wilhelminy von Hallwyl
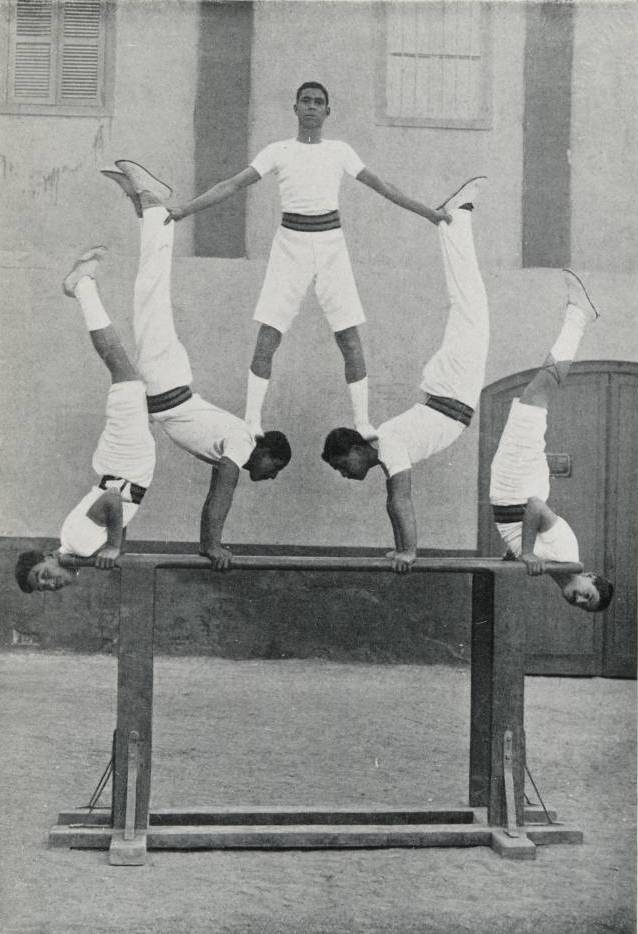
Gymnasté na policejní škole, 1906